# Décès en 1201
Décès
- 1197
- 1198
- 1199
- 1200
- 1201
- 1202
- 1203
- 1204
- 1205

Cette page dresse une liste de personnalités mortes au cours de l'année 1201 :
- 21 mars : Absalon, archevêque de Lund.
- 22 mars : Iaroslav d’Opole, duc d’Opole (de 1173 à 1201) et évêque de Wrocław.
- 24 mai : Thibaut III, comte de Champagne.
- 5 juin[1] : Imad al-Din al-Isfahani (né en 1125), écrivain de langue arabe d'origine persane, auteur de nombreux ouvrages d’histoire et de littérature, dont une anthologie poétique.
- 19 juillet : Agnès de Méranie, troisième épouse du roi de France Philippe Auguste, morte de chagrin à Senlis.
- 24 juillet : Gruffydd ap Rhys II, prince du Cantref Mawr dans le Deheubarth.
- 5 septembre : Constance de Bretagne, duchesse de Bretagne et comtesse de Richmond.
- 24 septembre : Lisiard, évêque de Sées.
- 15 ou 25 octobre : Timo de Bamberg, évêque de Bamberg.
- 7-8 décembre : Boleslas Ier le Long, duc de Silésie.

- Bohémond III d'Antioche, prince d'Antioche.
- Gautier de Châtillon, dit aussi Philippe Gautier de Châtillon ou Gautier de Ronchin ou Gaultier de Lille, poète français.
- Guérin de Cierrey, évêque d'Évreux.
- Guglielmo Grasso, marchand, pirate puis amiral génois et deuxième comte de Malte.
- Ibn al-Jawzi, savant musulman hanbalite.
- Imad al-Din al-Isfahani, écrivain de langue arabe d'origine d’Ispahan.
- Marguerite de Huntingdon, ou Marguerite d'Écosse, princesse écossaise, duchesse consort de Bretagne et comtesse de Richmond.
- Pandolfo Masca, cardinal italien.
- Roger de Hoveden, chroniqueur anglais.
- Shikishi Naishinnō, princesse et poétesse japonaise.
- Simon de Tournai, chanoine belge.
- Walchelin de Ferrières, ou Vauquelin de Ferrières, baron normand.

date incertaine (vers 1201)
- Frédéric Ier de Nuremberg-Zollern, comte de Zollern et burgrave de Nuremberg

## Crédit d'auteurs
- Cet article est partiellement ou en totalité issu de l'article intitulé « 1201 » (voir la liste des auteurs).